# NGC 5878
NGC 5878 (другие обозначения — MCG −2-39-6, UGCA 403, IRAS15109-1405, PGC 54364) — спиральная галактика (Sb) в созвездии Весы.
Этот объект входит в число перечисленных в оригинальной редакции «Нового общего каталога».
В галактике вспыхнула сверхновая SN 1988H типа II. Её пиковая видимая звёздная величина составила 15,5.